# Nousiainen
Nousiainen [ˈnɔu̯siɑi̯nɛn] (schwed. Nousis) ist eine Gemeinde im Südwesten Finnlands. Nousiainen liegt in der Landschaft Varsinais-Suomi rund 20 km nordwestlich von Turku. Viele der 4644 Einwohner (Stand 31. Dezember 2022) arbeiten in der nahegelegenen Großstadt. Seinen Namen (vom finnischen Wort für „heben“) erhielt der Ort wegen der starken Landhebung, die in Südwestfinnland 1 cm pro Jahr beträgt. Früher gehörte Nousiainen zum vorgelagerten Schärengebiet, durch die Landhebung wurde es zu einem Teil des Festlandes.

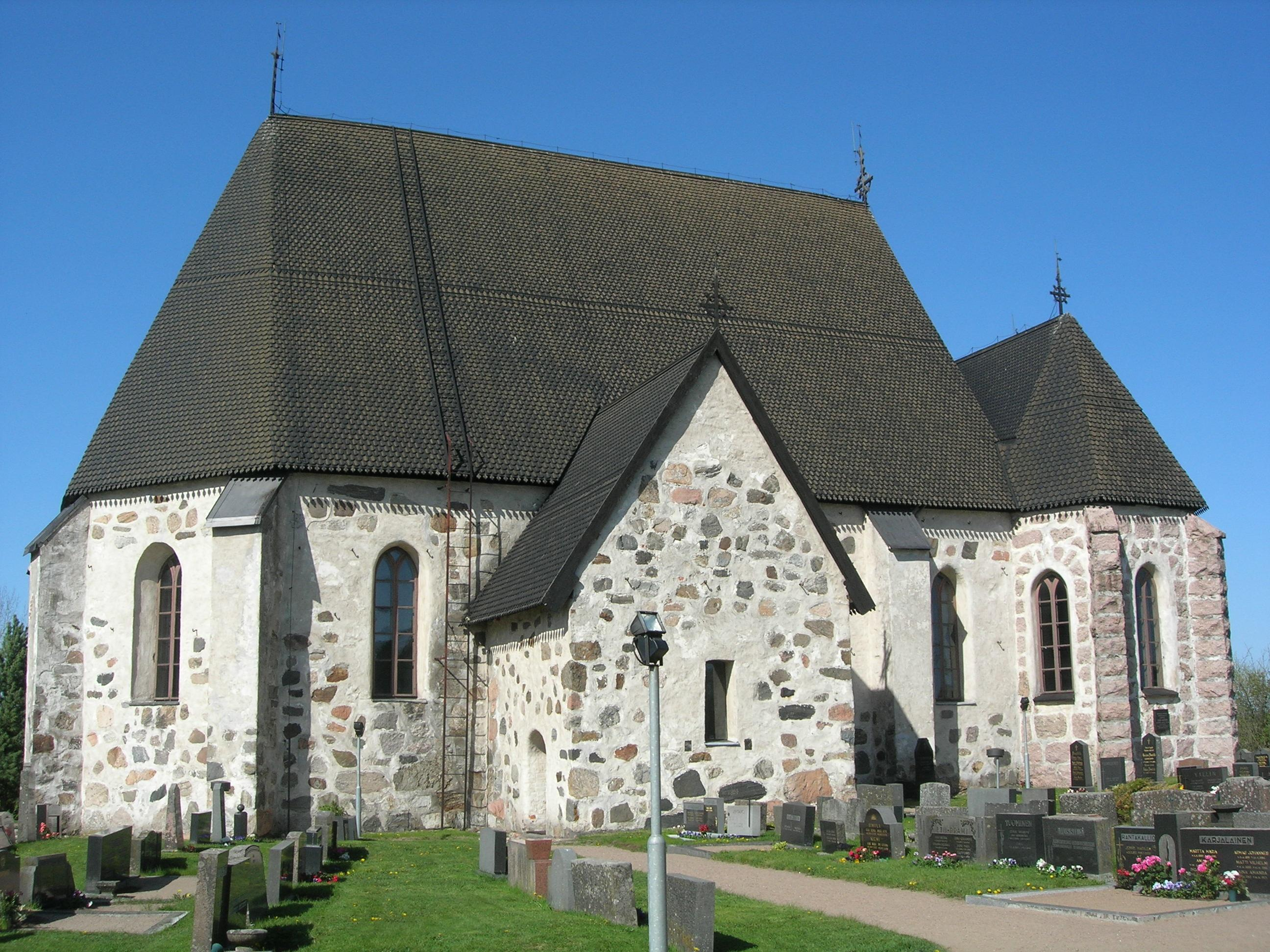
Die mittelalterliche Feldsteinkirche von Nousiainen ist die Grablege des hl. Heinrich.

Nousiainen war nach dem Kreuzzug des schwedischen Königs Erik IX. im Jahr 1154 der erste Bischofssitz Finnlands. Heinrich von Uppsala, der finnische Nationalheilige, wirkte in Nousiainen und wurde nach seinem Tod im Jahr 1155 dort bestattet. Das Wappen von Nousiainen zeigt Heinrich auf seinem Bischofssitz und seinen Mörder Lalli zu seinen Füßen. Im Jahr 1229 wurde der Bischofssitz zunächst nach Koroinen und um die folgende Jahrhundertwende schließlich einige Kilometer weiter südlich nach Turku verlegt.
In der Kirche von Nousiainen, einem Steinbau aus dem frühen 15. Jahrhundert, können ein Sarkophag aus dem 15. Jahrhundert, in dem Heinrich von Uppsala ruht, und eine Kanzel aus dem 17. Jahrhundert besichtigt werden.

## Dörfer
Aatola, Alakylä, Haatila, Hakola, Heininen, Hyrkkö, Järäinen, Kaisela, Kaitarinen, Kallunen, Keskusoja, Killainen, Koijola, Kulola, Kytöinen, Kärmälä, Kärrynen, Köönikkälä, Laaleinen, Laihonen, Leinainen, Mahala, Moijonen, Nummi, Nutturla, Oja, Paijula, Paistanoja, Pakainen, Palo, Papumäki, Puotunen, Rekoinen, Repola, Riitalho, Ristimäki, Riukula, Saksala, Sontamala, Sukkinen, Tappuri, Topoinen, Vadanvainio, Vainionpohja, Vainoinen, Valpperi, Vastlahti, Vuorenpää